# Hanna Prakatsen
Hanna Vitalïevna Prakatsen née Sychova (en russe : Анна Витальевна Пракатень), née le 6 septembre 1992 à Minsk (Biélorussie), est une rameuse biélorusse concourant pour la Russie depuis 2019.
Elle est vice-championne olympique en skiff féminin aux Jeux olympiques d'été de 2020.

## Carrière
Après avoir concouru pour la Biélorussie jusqu'en 2016, elle change de nationalité sportive en 2019 et concoure pour la Russie.
Elle remporte la médaille d'argent du skiff féminin aux Jeux olympiques d'été de 2020 derrière la Néo-Zélandaise Emma Twigg. C'est la première médaille de la Russie en skiff depuis la médaille d'argent d'Antonina Makhina en 1980.
En juillet 2024, elle obtient de pouvoir concourir sous les couleurs de l'[Ouzbékistan] juste à temps pour valider sa participation aux Jeux olympiques Paris 2024 en skiff ; quatrième de sa demi-finale, elle n'accède pas à la finale A et termine à la 11e place de la compétition.

## Palmarès

### Jeux olympiques
- médaille d'argent du skiff féminin aux Jeux olympiques d'été de 2020 à Tokyo

### Championnats d'Europe
- médaille d'or du skiff féminin aux Championnats d'Europe 2021 à Varèse